# Шамир, Яир
Яир Шамир (ивр. יאיר שמיר‎; род. 18 августа 1945) — израильский политик, ведущий бизнесмен, полковник ВВС Израиля в отставке. Министр сельского хозяйства Израиля в отставке. Член партии «Наш дом Израиль». Сын бывшего премьер-министра Израиля Ицхака Шамира.

## Ранние годы
Яир Шамир родился в Рамат-Гане 18 августа 1945 года. Родители Шуламит и Ицхак Шамир, один из лидеров еврейской подпольной организации «Лехи», действовавшей против британского мандата в Палестине с 1940 и до основания государства Израиль в 1948, назвали сына Яиром в честь легендарного основателя «Лехи» Авраама Штерна, известного среди подпольщиков как «Яир».
Когда Яиру Шамиру исполнился год, его отец был арестован британскими властями и сослан в Эритрею. Когда мальчику исполнилось два года, британцы арестовали его мать Шуламит, активистку «Лехи» . Родители Яира была освобождены лишь в мае 1948 года, после провозглашения Государства Израиль.

## Военная карьера
С 1963 по 1988 год Яир Шамир служил в ВВС Израиля: был пилотом, инженером и командиром. Участвовал в Шестидневной войне, Войне Судного дня и Первой ливанской, а также в многочисленных военных операциях.
В 1974 году во время службы в армии Шамир получил в Хайфском Технионе диплом инженера-электронщика. В 1988 году ушёл в отставку в звании полковника.

## Карьера в частном секторе
С 1988 по 1994 гг. Яир Шамир был генеральным директором и вице-президентом компании Scitex — флагмана отрасли высоких технологий Израиля. С 1994 по 1995 гг. занимал пост генерального директора компании пищевой промышленности Elite.
Был вице-президентом израильского венчурного фонда Challenge (1995—1997), президентом и генеральным директором компании VCON telecommunications (1997—2002), а также председателем совета директоров данной компании (2002—2006). С 1999 года по октябрь 2012 был председателем совета директоров и управляющим партнером фонда венчурного капитала Catalyst.
С 2005 по 2007 гг. Яир Шамир был председателем совета директоров компании «Шамир оптическая промышленность Лтд» и членом совета директоров таких компаний высоких технологий, как Mercury, Orckit, Mirabilis, Comfy, Longitudinal, DPS Group и Poalim Capital Markets.
В 2004—2005 гг. Шамир был председателем совета директоров национальной авиакомпании «Эль Аль».

### Концерн «Авиационная промышленность Израиля»
С 2005 по 2010 гг. Яир Шамир был председателем концерна «Авиационная промышленность Израиля» (Aerospace Industries — IAI). Руководил гигантом оборонной промышленности на общественных началах, не получая зарплаты.
Шамиру удалось серьёзным образом оздоровить финансовое положение концерна. В первый же год он заменил 13 из 19 управленцев высшего звена. Когда Шамир вступил в должность, чистая прибыль концерна составляла 2 миллиона $, а в 2006 году достигла 130 миллионов $. К 2010 году доходы концерна выросли с 2,341 миллиарда долларов до 3,148 миллиарда, а чистая прибыль составила 94 миллиона долларов США. Под руководством Шамира концерн вышел на российский рынок, занял лидирующие позиции в отрасли производства беспилотников и осуществил четыре успешных запуска спутников в космос.
В январе 2012 г. Шамир был единогласно избран директором Национальной дорожной компании Израиля, занимающейся проектированием и строительством автомобильных и железных дорог. На этом посту Яир Шамир проработал до ноября 2012 г. в качестве волонтера, не получая зарплаты.

## Общественная деятельность
До избрания в Кнессет Яир Шамир вел активную общественную деятельность: был членом совета Техниона и Попечительского совета Университета имени Бен-Гуриона в Негеве. Он также был председателем совета директоров Центра «Шалем» и членом Попечительского совета старейшей сельскохозяйственной школы «Микве Исраэль». Вместе со своей супругой Эллой Шамир оказывает действенную поддержку театру «Гешер».
В 2006 году Яир Шамир основал некоммерческое объединение «Гваим» (Gvahim), оказывающее высококвалифицированным новым репатриантам помощь в трудоустройстве и продвижении своих проектов в Израиле. На посту председателя объединения Шамир также работал на общественных началах.

### Политическая карьера
В 2012 году Яир Шамир присоединился к партии «Наш дом Израиль» — третьей по величине политической силе в кнессете. В сформированном в марте 2013 года третьем правительстве Биньямина Нетаньяху Яир Шамир назначен Министром сельского хозяйства.

## Политические воззрения
Подобно покойному отцу Ицхаку Шамиру, Яир Шамир не приемлет формулу «мир в обмен на территории». В интервью израильскому интернет-порталу Zman.com Шамир выразил возмущение тем, что в августе 2005 года в целях реализации плана размежевания «еврейское государство направило против собственных граждан Армию обороны Израиля», а «соглашения Осло» он назвал «самоуничтожением».

## Личная жизнь
Яир Шамир женат на Элле, у них трое детей и восемь внуков.